# Hanyang
Hanyang antiguo nombre para Seúl, Corea del Sur.
Hanyang (en chino, 汉阳区; pinyin, Hànyáng Qū) era una de las tres ciudades que se fusionaron para formar la actual Wuhan, capital de la provincia de Hubei, China. Actualmente es un distrito urbano situado entre el río Han y el río Yangtsé, donde el primero desemboca en el último. Está conectada mediante puentes a las antiguas ciudades de Hankou y Wuchang.
El nombre de "Hanyang" se continúa usando para referirse a la parte del Wuhan urbano situada entre el Han y el Yangtsé. Administrativamente la zona forma el Distrito de Hanyang de la Ciudad de Wuhan, con una superficie de 108 km² y una población de 510 000 habitantes.
El Arsenal de Hanyang es conocido por su producción del llamado "fusil de Hanyang", una copia asiática del Mauser Modelo 1888 alemán, que fue muy usado durante la segunda guerra sino-japonesa, la Segunda Guerra Mundial, la guerra de Corea y la Guerra de Vietnam.

## Galería

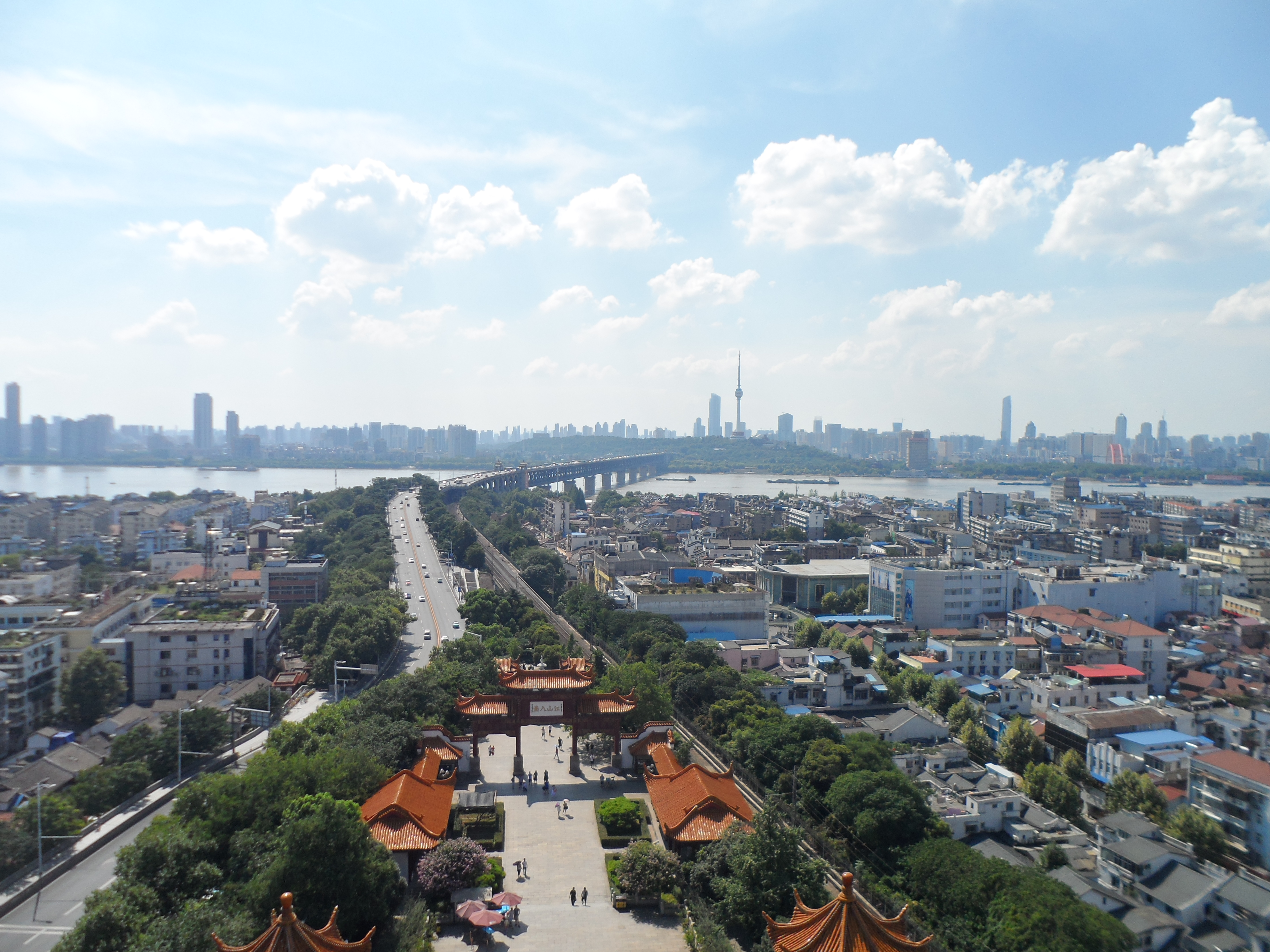
Wuchang (frente) y Hanyang (fondo) vistos desde el Yellow Crane Tower
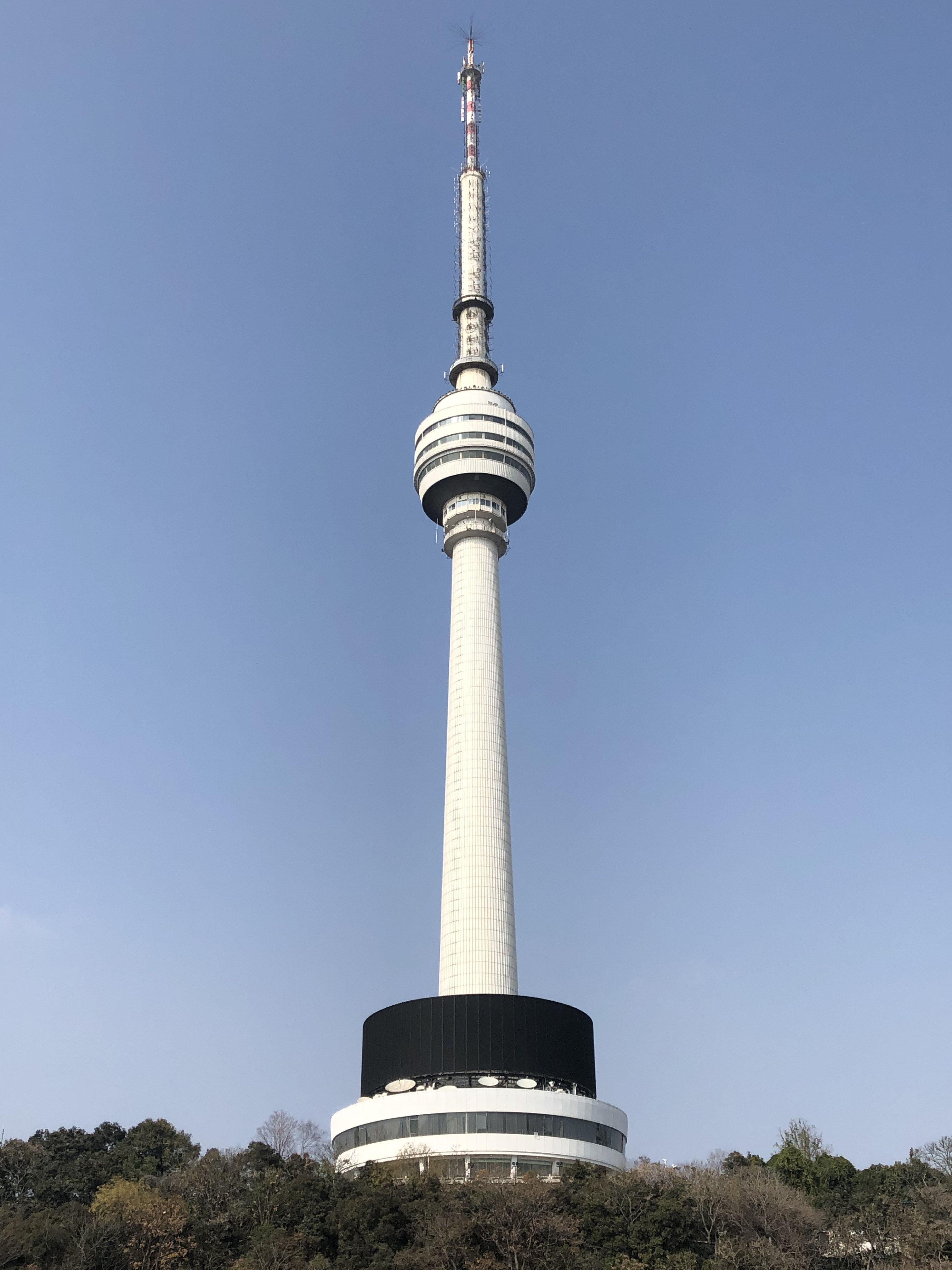
Tortoise Mountain TV Tower
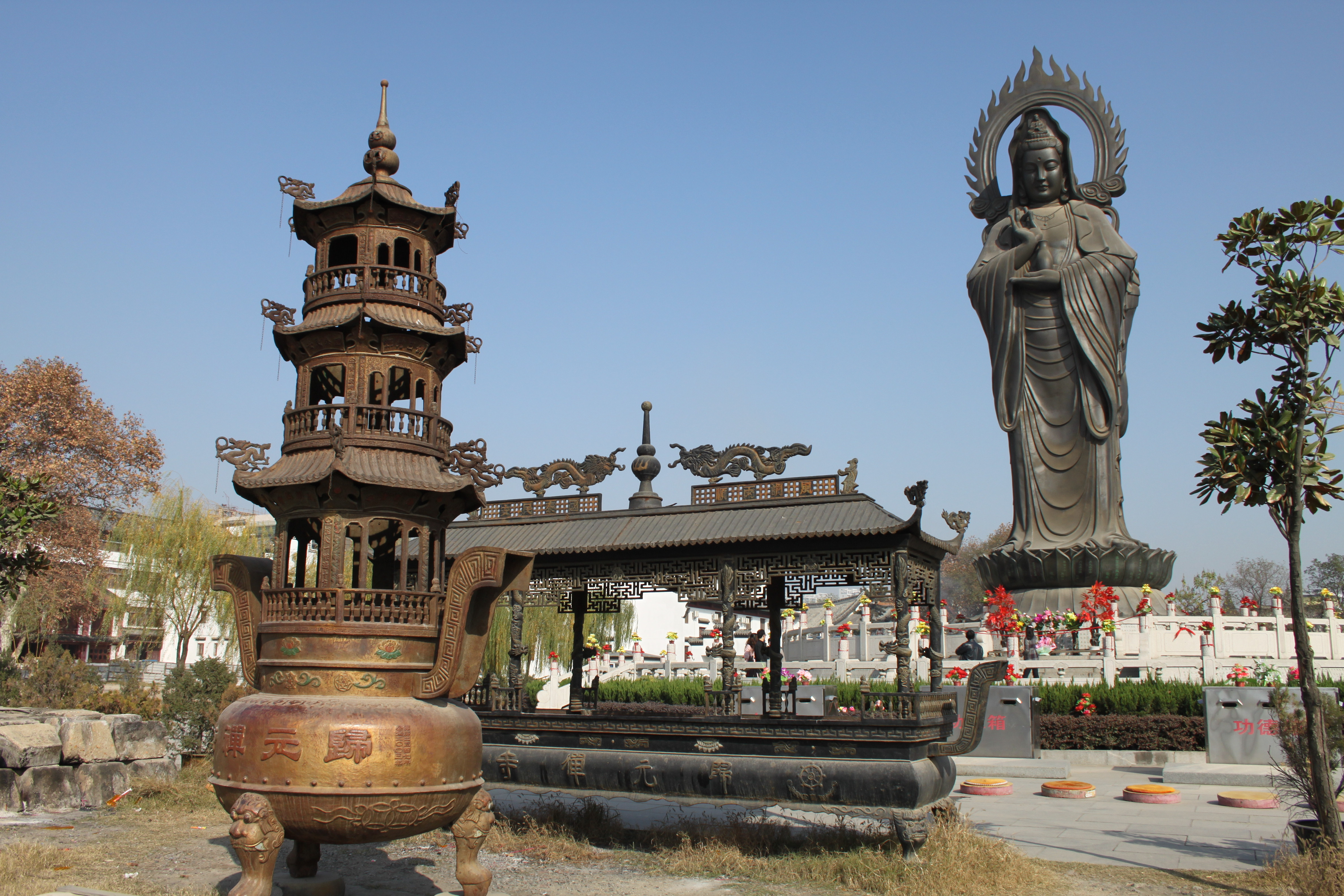
Templo Guiyuan
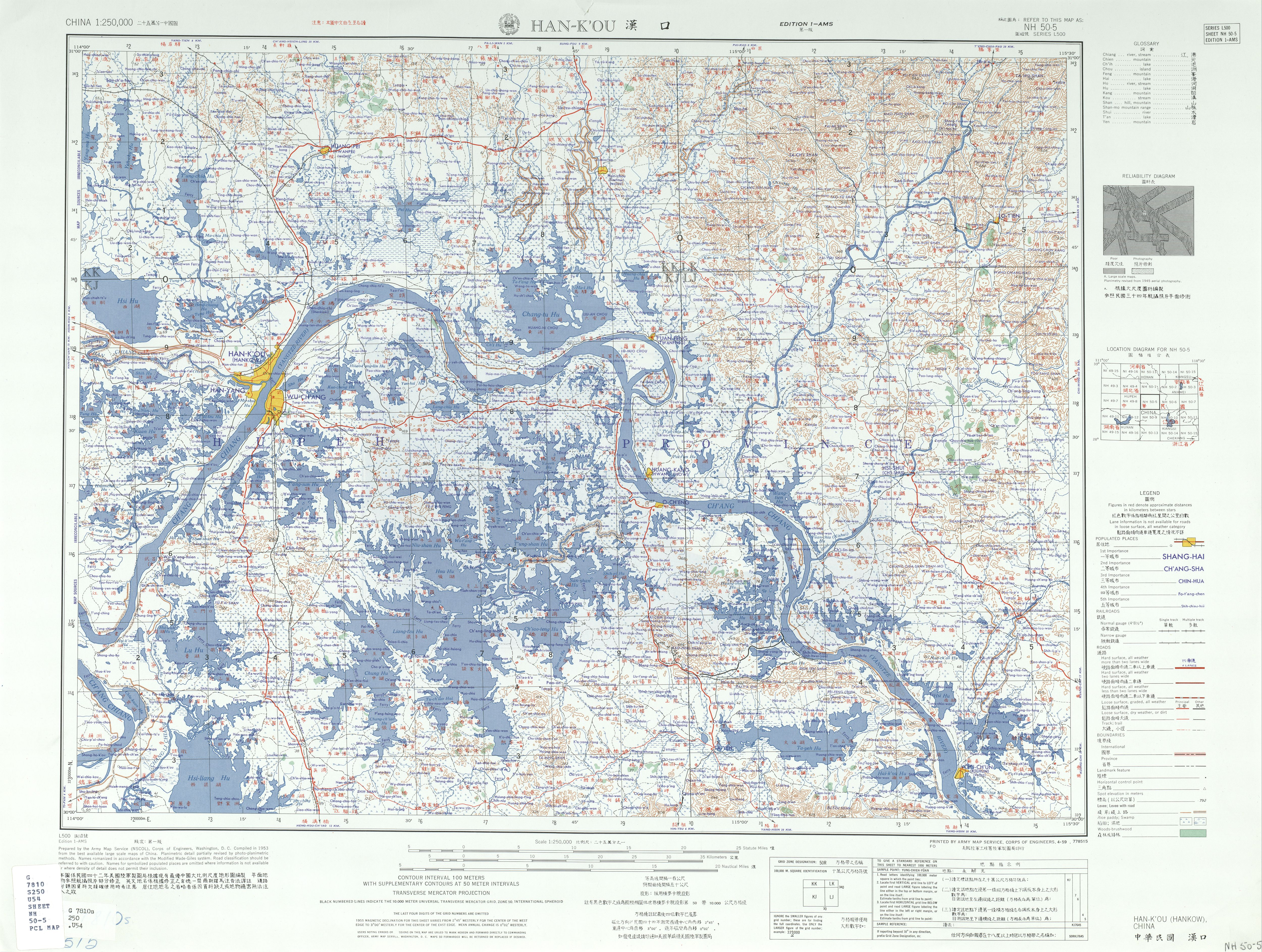
Mapa que incluye a Hanyang (mostrado como HAN-YANG 漢陽) (1953)